# Who's Gonna Take the Blame
"Who's Gonna Take the Blame" is een single van de Amerikaanse soulgroep Smokey Robinson & The Miracles. Het was na "Point It Out" de tweede en laatste single afkomstig van het in 1970 uitgebrachte album A Pocket Full of Miracles. Het nummer was, in tegenstelling tot haar voorganger, echter niet in staat de top 40 van de Amerikaanse poplijst binnen te treden. Daarmee was "Who's Gonna Take The Blame" de eerste single van Smokey Robinson & The Miracles sinds het in 1966 uitgebrachte "Whole Lot of Shakin' In My Heart (Since I Met You)" dat niet de top 40 wist te bereiken. Beide nummers bleven namelijk op de #46 positie steken. Met een #9 notering op de R&B-lijst in de Verenigde Staten deed "Who's Gonna Take the Blame" het daarop echter wel goed, zelfs beter dan top 40-hits als "Here I Go Again" en "Abraham, Martin & John".
Een andere overeenkomst dan de notering op de Billboard Hot 100 tussen "Who's Gonna Take the Blame" en "Whole Lot of Shakin' In My Heart (Since I Met You)" is dat beide nummers niet geschreven werden door de leadzanger van de groep, Smokey Robinson. Bijna alle singles van The Miracles werden door hem geschreven, maar dit keer waren het Nickolas Ashford en Valerie Simpson, die later zelf bekend werden als Ashford & Simpson, die een single voor de groep schreven. Daarmee waren ze na Frank Wilson en Holland-Dozier-Holland pas het derde songwritersteam dat een single schreef voor de Smokey Robinson & The Miracles. Eerder hadden Ashford & Simpson al hits als "Ain't Nothing Like the Real Thing" en "Destination: Anywhere" geschreven voor Motown, de platenmaatschappij waar Smokey Robinson & The Miracles een contract hadden. Het duo produceerde zelf ook het nummer en deden dit als een ballad. De arrangeur was Paul Riser, die onder andere ook de hits "Love Child", "I'm Livin' In Shame", "Mercy, Mercy Me (The Ecology)" en "Papa Was a Rollin' Stone" arrangeerde.
De B-kant van "Who's Gonna Take the Blame" is het nummer "I Gotta Thing for You". In tegenstelling tot de A-kant schreef dit keer Smokey Robinson wel het nummer zelf. Tevens was hij de producer van "I Gotta Thing For You". De B-kant werd overigens niet op album uitgebracht tot het midden van de jaren 90. Toen verscheen het op een compilatiealbum van Smokey Robinson & The Miracles, waar bijna 100 nummers op stonden.

## Bezetting
- Lead: Smokey Robinson
- Achtergrond: Claudette Robinson, Ronnie White, Warren "Pete" Moore en Bobby Rogers
- Instrumentatie: The Funk Brothers
- Schrijvers: Nickolas Ashford en Valerie Simpson
- Productie: Nickolas Ashford en Valerie Simpson
- Arrangeur: Paul Riser